# Radio María Colombia
Radio María Colombia es una emisora de radio católica colombiana de cobertura nacional, asociada a la Familia Mundial de Radio María, originada en la ciudad de Bogotá y que posteriormente se expande con la adquisición de frecuencias en Barranquilla, Cali, Manizales, Medellín, Turbo, Urrao, entre muchas otras. Se caracteriza por tener una programación completamente especializada en contenidos religiosos católicos.

## Historia
El 1 de octubre de 1996 se funda en Bogotá la Asociación Radio María de Colombia. en el barrio Villa Magdala. Muchas de las voces que se escuchan por la estación son de vecinos del sector asistentes de la iglesia María Magdalena, en la Av. 19 con 159.
La historia se comienza en el año de 1996, cuando al entonces párroco de la iglesia, el padre Germán Darío Acosta, le ofrecen fundar y dirigir la estación, que tiene sus raíces en Italia. La oferta la recibía directamente del presidente mundial de la Familia Mundial de Radio María (especializada en emitir  sin publicidad mensajes del papa, rezar el rosario y enseñar sobre la religión católica y el misticismo de la Virgen).
El anuncio se hizo oficial en una eucaristía en la que participaban decenas de familias, muchas de ellas se entusiasmaron tanto con la celebración que se unieron al propósito. Incluso, a partir de ese día, se descubrieron voces talentosas que hoy se escuchan por la emisora.

### Estudios en Villa Magdala
La primera sede de la emisora estaba a pocos metros de la iglesia, en una casa de Villa Magdala. Allá comenzaron con una consola y micrófonos, con un "teléfono negro pesado" y con unas mesas armadas por ellos mismos.
La prueba de sonido, se realizó el 30 de octubre de 1996 a las 11:55 p. m. se pensaba  que los edificios cercanos iban a interrumpir la señal de la emisión, pero no fue así, desde ese entonces, los vecinos y fieles a la iglesia, escogidos para salir al aire en radio a pesar de que nunca habían trabajado en locución, iniciaron un proceso de aprendizaje y divulgación del mensaje religioso.
Hoy, las emisiones de Radio María Colombia se siguen haciendo desde el norte de la ciudad vía satélite, pero ya no en Villa Magdala sino en una casa del barrio Cedro Bolívar, muy cerca de la Avenida Carrera 45 con 153.

### Proceso de expansión
A partir de 1997 se inicia el proceso de expansión con la adquisición de frecuencias en Barranquilla, Cali, Manizales, Medellín, Turbo y Urrao.
En 1998 se constituye la Asociación World Family of Radio Maria que se ocupa de la promoción, salvaguardia y desarrollo del proyecto Radio María en todo el mundo.
En el año 2001 se comienza a oír Radio María de Colombia vía satélite en los Estados Unidos de América, en las ciudades de New York y Houston.
El 29 de diciembre de 2005 su señal se extendió en el municipio de Aguachica, Cesar a través de la Emisora La Voz de Aguachica.
El 13 de mayo de 2008 comenzó a emitir su señal en la ciudad de Bucaramanga en la frecuencia de 1390AM en el horario diario de 2pm a 6am, a través de la emisora La Primera AM.
Actualmente Radio María trabaja con el fin de ampliar su señal a otros lugares de Colombia en unidad con los planes de evangelización y misión de la Conferencia Episcopal de Colombia.
Desde el 14 de julio de 2021 Radio María se sintoniza en el Canal 856 de Claro TV.